# Toxandri

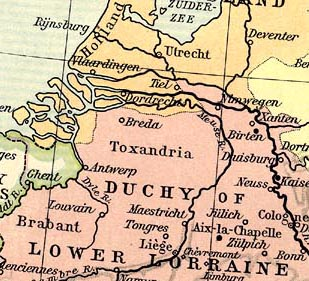
La Toxandria in una mappa dell'Europa centrale (919-1125)

I Toxandri furono una tribù germanica occidentale insediata nell'attuale Brabante Settentrionale (Paesi Bassi) e nella provincia di Anversa (Fiandre) durante il I secolo.

## Descrizione
L'unica cosa che sappiamo di questa popolazione è il luogo in cui viveva. È stato brevemente descritto da Plinio nel Naturalis historia.
A metà del IV secolo i Franchi si insediarono come foederati in Toxandria. Non è chiaro se i Toxandri siano stati cacciati o se si fusero nella grande confederazione dei Franchi. Gli studiosi ritengono più probabile la seconda ipotesi.